# Feldkreuz (Dirmstein)
Das Feldkreuz auf der Gemarkung der rheinland-pfälzischen Ortsgemeinde Dirmstein ist ein Kreuz aus Stein. Es steht an der Landesstraße 455, die von Dirmstein nach Offstein führt.

## Geographische Lage
Der Standort des Feldkreuzes auf einer Höhe von 116 m ü. NHN ist etwa 100 m nördlich der Straßenunterquerung des Floßbachs und 400 m nördlich der Wohnbebauung. Das Kreuz steht an der östlichen Seite der Landesstraße nur gut 1 m vom Fahrbahnrand entfernt, die Vorderseite ist zur Straße hin ausgerichtet. Am Kreuz vorbei führt der Chorbrünnel-Rundweg, der nahe dieser Stelle von der Offsteiner Straße rechtwinklig nach Westen abbiegt, um das 500 m entfernte Chorbrünnel zu erreichen.

## Zustand
Das knapp 70 cm hohe Kreuz aus Sandstein besitzt weder Korpus noch Sockel. Es befindet sich in sehr schlechtem Erhaltungszustand; denn wegen der Nähe der Fahrstreifen haben Umwelteinflüsse die Oberfläche des Kreuzes angegriffen und sie porös werden lassen. Deshalb ist insbesondere die Inschrift in spätgotischen Minuskeln kaum noch lesbar.

## Geschichte
Das Feldkreuz ist als Kulturdenkmal eingestuft und gilt wegen seines hohen Alters als seltenes Zeugnis seiner Gattung im vorderpfälzischen Raum. Aufgrund der Gestaltung des Kreuzes und der verwendeten Schrift vermutet die Geschichtswissenschaft, dass das Objekt aus dem 15. oder 16. Jahrhundert stammt und damit dem Spätmittelalter oder der frühen Neuzeit zuzuordnen ist.
Die Nähe des Chorbrünnels spricht dafür, dass die Dirmsteiner Jesuitenmönche – sie ließen den Brunnen in der ersten Hälfte des 16. Jahrhunderts mit einer steinernen Brunnenkammer versehen, damit das schwefelhaltige Wasser besser zu Heilzwecken genutzt werden konnte – auch für die Errichtung des Kreuzes verantwortlich sind.
Der zweimalige rechtwinklige Knick des Floßbachs im dortigen Bereich zeigt an, dass das Gewässer zur Schaffung gradliniger landwirtschaftlicher Anbauflächen im Rahmen einer frühen Flurbereinigung etwa 100 m nach Süden verlegt wurde. Die Höhenlinien deuten darauf hin, dass der Bach, als das Kreuz aufgestellt wurde, direkt neben diesem vorbeifloss.